# Rafael Sánchez Ferlosio
Rafael Sánchez Ferlosio (Roma, 4 de dezembro de 1927 - Madrid, 1 de abril de 2019) foi um escritor espanhol — romancista, ensaísta, gramaticólogo e linguista pertencente à denominada geração dos anos 1950 — os meninos da guerra — Prémio Cervantes de 2004 e Prémio Nacional das Letras Espanholas de 2009. A sua fama deve-se principalmente aos seus romances El Jarama e Industrias y andanzas de Alfanhuí.

## Biografia
Filho do escritor e um dos principais ideólogos do falangismo Rafael Sánchez Mazas e da italiana Liliana Ferlosio, nasceu em Roma, onde seu pai era correspondente do diário ABC. É irmão do filósofo e matemático Miguel Sánchez-Mazas Ferlosio e do poeta e cantor Chicho Sánchez Ferlosio. Estudou no colégio jesuíta San José de Villafranca dos Barros e posteriormente estudou filologia na Faculdade de Filosofia e Letras da Universidade Complutense de Madrid, onde obteve o doutoramente. Em 1950 fez-se noivo da escritora Carmen Martín Gaite, que tinha conhecido na universidade. Casaram-se em outubro de 1953 e acabaram separando-se amistosamente em 1970. Juntos tiveram uma filha, Marta, que faleceu em 1985 com a idade de 29 anos.
No âmbito literário, Ferlosio foi membro do Círculo Linguístico de Madrid, juntamente com Agustín García Calvo, Isabel Llácer, Carlos Piera e Víctor Sánchez de Zavala. Por outro lado, junto a autores como Ignacio Aldecoa, Jesús Fernández Santos, a própria Gaite e Alfonso Sastre, foi fundador e colaborador da Revista Espanhola. Todos eles compartilharam uma poética realista que apresentava notáveis influências do neorrealismo italiano.
Sánchez Ferlosio contribuiu para essa corrente com uma das obras mais significativas da literatura espanhola do pós guerra: El Jarama (1955), ainda que sua primeira novela tenha sido Industrias y andanzas de Alfanhuí (1951), narração de distorção fantástica sobre um menino que deixa de ir à escola após escrever num alfabeto ininteligível e que vai compondo a sua própria realidade através de estranhas andanças que o afastam da órbita da norma e o castigo.

### Alfanhuí eElJarama
Alfanhuí surpreendeu pela perfeição do seu estilo e pelo interesse do argumento, mas também porque não parecia fácil decidir se era um último exemplo sublimado da novela picaresca espanhola, ou o primeiro relato espanhol dentro do realismo mágico. No entanto, foi o romance El Jarama que levou à consagração de Sánchez Ferlosio; com ela obteve o Prêmio Nadal em 1955 e o da Crítica em 1956. El Jarama narra dezasseis horas na vida de onze amigos, um domingo de verão, de excursão nas ribeiras do rio Jarama, em três frentes: na orla do rio, na taberna de Mauricio, onde os habituais paroquianos bebem, discutem e jogam às cartas, e no rio e no arvoredo da orla, onde repousam, conversam, etc.
Ao acabar no dia, um acontecimento inesperado, a descoberta de que uma das jovens do grupo se afogou no rio, dá à descrição da jornada uma estranha poesia triste pela perda da amiga, que talvez pudesse ter sido salva, se a amizade tivesse algum poder para evitar o já ocorrido. Isto dá à novela um giro imprevisto pelo tom de uma narração trivial, onde nada importante parece suceder nem parece provável que suceda, e não é inverosímil que uma jovem se afogue num rio, nem tem nada de extraordinário. Enquadrada entre dois bilhetes de uma descrição geográfica do curso do rio Jarama, esta novela é de um realismo absoluto, já que o narrador não se permite nenhuma expansão sentimental ou interpretativa nem sondagem alguma na psicologia das personagens. A linguagem coloquial dos diálogos está presidida pelo máximo rigor; no entanto, chegou-se a interpretar El Jarama como um relato simbólico ou simbolista, mas, em qualquer caso, seu estilo é notoriamente diferente ao de Alfanhuí, sua obra precedente. O narrador surpreende ao leitor - tanto em Alfanhuí como em Jarama - porque não lhe dá nunca ou quase nunca um mínimo de dados para poder predizer o que vai suceder. As grandes diferenças entre Alfanhuí e El Jarama têm sido, em general, interpretadas pela crítica posterior melhor como um exemplo de que Rafael Sánchez Ferlosio é um escritor multifacetado e complexo, realista em alguns casos, fantástico em outros, ensaísta com frequência, poeta às vezes e, com certa frequência, surpreendente ou desconcertante.

### Outras obras literárias
Ferlosio é autor também dos contos Y el corazón caliente (1961) e Dientes, pólvora, febrero (1961); posteriormente abandonou o género narrativo por muito tempo, durante o qual sua contribuição à literatura espanhola se limitou a seu trabalho jornalístico e a seus ensaios. O primeiro ensaio saído da sua caneta intitulou-se Personas y animales en una fiesta de bautizo (1966). Um dos exemplos típicos da reflexão crítica ferlosiana foram os dois volumes de Las semanas del jardin (1974), de título inspirado no romance que não chegou a escrever Cervantes, e que constitui uma análise erudita sobre as técnicas e os recursos narrativos. Realizou a tradução de Víctor del Aveyron, de Jean Itard, com um grande número de notas.
Regressou à narrativa com a novela El testimonio de Yarfoz (1986), um longo relato que se apresenta inacabado sobre uma civilização com uma elevada concorrência hidráulica, num território que o leitor pode situar na comarca provavelmente legendária de Mantua, entre Alcalá de Henares, Titulcia e Madri. El testimonio de Yarfoz serviu de metáfora a uma utopia que não propõe expressamente lições, vagamente destinada ao falhanço e a decadência. A novela foi finalista ao Prémio Nacional de Literatura, que foi atribuído a Luis Mateo Díez pela sua obra La fuente de la edad.

### Ferlosio, ensaísta
Nesse prolífico ano de 1986 Ferlosio também publicou os ensaios Mientras no cambien los dioses nada ha cambiado, Campo de Marte 1. El ejército nacional e La homilía del ratón. Em 1992 publicou, em dois extensos volumes, seus Ensayos y artículos, em que também figuravam textos inéditos, e em 1993 o livro de brocardos Virão mais anos maus e fá-nos-ão mais cegos, com o que ganhou o Prêmio Nacional de Ensaio e o Cidade de Barcelona em 1994. Ligado à corrente do realismo social do pós guerra espanhol, a sua obra caracteriza-se por constituir uma implacável crítica ao poder.
Suas últimas obras são as recompilações de ensaios e artigos Essas Yndias equivocadas y malditas (1994), El alma y la verguenza (2000), La hija de la guerra y la madre de la patria (2002) e Non olet (2003), onde analisa diferentes temas que se vêem de algum modo blindados por aspectos pecuniários: desde a globalização ao mercado de trabalho, desde o marketing à publicidade, passando pela lucrativa cultura do lazer.
Os seus últimos trabalhos são a colecção de relatos El Geco (2005), e os ensaios Sobre la guerra (2007), uma original e coerente aproximação ao fenómeno da violência, ao que se soma God & Gun. Apuntes de polemología (2008), um conjunto de reflexões sobre a história, a guerra, a religião, o direito e o fanatismo.

## Prémios
Ao longo de sua longa trajectória profissional Sánchez Ferlosio tem obtido numerosos prémios entre os que destacam os mais importantes das letras hispânicas, o Prémio Cervantes em 2004 e o Prémio Nacional das Letras Espanholas em 2009.
- 1955 - Prêmio Nadal pela novela El Jarama.
- 1957 - Prêmio da Crítica de narrativa castelhana pelo romance O Jarama.
- 1983 - Prêmio de Jornalismo Francisco Cerecedo por sua defesa da liberdade de expressão.
- 1991 - Prêmio da Comunidade de Madri
- 1994 - Prêmio Nacional de Ensaio pelo livro Vendrán más años malos y nos harán más ciegos.
- 1994 - Premeio Cidade de Barcelona
- 2002 - Prêmio Mariano de Cavia (em honra a Mariano de Cavia) por seu trabalho jornalístico.
- 2003 - Prêmio Extremadura à Criação
- 2004 - Prêmio Cervantes por toda sua obra
- 2009 - Prêmio Nacional das Letras Espanholas em reconhecimento de toda sua carreira profissional.[1]
- 2015 - Medalha de Ouro ao mérito nas Belas Artes

O discurso de recepção do Prémio Cervantes, em dezembro de 2004, teve como título Carácter y destino.

## Obras
- Andanças e façanhas de Alfanhuí: romance - no original Industrias y andanzas de Alfanhuí (1951)
- El Jarama (1955). Premio Nadal. Premio de la Crítica
- Y el corazón caliente (1961)
- Dientes, pólvora, febrero (1961)
- Las semanas del jardín (1974)
- Mientras no cambien los dioses, nada ha cambiado (1986)
- El testimonio de Yarfoz (1986)
- Campo de Marte 1. El ejército nacional (1986)
- La homilía del ratón (1986)
- Ensayos y artículos, I y II (1992)
- Vendrán más años malos y nos harán más ciegos (1993). Premio Nacional de Ensayo. Premio Ciudad de Barcelona
- Esas Yndias equivocadas y malditas (1994)
- El alma y la vergüenza (2000)
- La hija de la guerra y la madre de la patria (2002). ISBN 84-233-3411-2
- Non Olet (2003). ISBN 84-233-3691-3
- El Geco (2005)
- Glosas castellanas y otros ensayos (diversiones) (2005). ISBN 85-375-0583-6
- Sobre la guerra (2007). ISBN 978-84-233-3946-4
- God & Gun. Apuntes de polemología (2008)
- Guapo y sus isótopos (2009)
- Campo de retamas (2015)